# Fazerdaze
Fazerdaze — новозеландський гурт, заснований у Окленд 2014 року. Вокалісткою та фронтвумен гурту є Амелія Мюррей, за якою і закріпилося прізвисько «співачка Fazerdaze». За роки існування співачка разом з сесійними музикантами видали 2 міні-альбоми, а також 1 студійний альбом «Morningside», до якого входить і найвідоміша наразі композиція «Lucky Girl».

## Жанр виконання
В основному музика колективу являє собою суміш Lo-Fi та інді-музики. В деяких композиціях помітна схильність до альтернативного року та пост-панку.

## Дискографія

### EP
- «Fazerdaze» (2015)
- «Little Uneasy» (2015)

### Студійні альбоми
- «Morningside» (2017)

### Сингли
- «Take it Slow» (2017)
- «Lucky Girl» (2017)

### Відеокліпи
- «Little Uneasy» (2016)
- «Take it Slow» (2017)
- «Lucky Girl» (2017)
- «Break!» (2022)
- «Winter» (2022)